# Muraltia horrida
Muraltia horrida är en jungfrulinsväxtart som beskrevs av Friedrich Ludwig Diels. Muraltia horrida ingår i släktet Muraltia och familjen jungfrulinsväxter. Inga underarter finns listade i Catalogue of Life.